# Khaganato turco orientale
Il Khaganato turco orientale (cinese: 東突厥; pinyin: Dōng tūjué) fu un khaganato turco nato in conseguenza delle guerre intestine dell'inizio del VII secolo (593–603 d.C.) dopo che il Khaganato göktürk (fondato nel VI secolo in Mongolia dal clan Ashina) si era frantumato in due entità statuali – orientale ed occidentale. Infine, lo stato turco orientale fu assorbito dall'Impero cinese dei Tang.

## Storia

### Panoramica
Nel 552-555 i Göktürk sostituirono i Rouran in Mongolia, formando il Khaganato turco (552-630). Essi si diffusero rapidamente verso ovest fino al Mar Caspio. Tra il 581 e il 603 il Khaganato turco occidentale in Kazakistan si separò dal Khaganato orientale in Mongolia. Nel primo periodo i Cinesi erano deboli e pagavano tributo ai Turchi. In seguito i Cinesi divennero più forti e rosvesciarono i Turchi orientali nel 630.
La sequenza dei gruppi dominanti fu quindi: ca. 400-555: Khaganato rouran; 552-630: Göktürk; 630-682: disunione; 682-744: Secondo Khaganato turco; 744-840: Khaganato uiguro. I sovrani gokturchi furono la prima dinastia a parlare sicuramente una lingua turca (iscrizioni dell'Orkhon). Una parte importante fu svolta dai mercanti sogdiani che controllavano il commercio lungo la Via della Seta e consigliavano i sovrani turchi. I Götürk e i Mongoli furono i soli due imperi a dominare sia la steppa orientale che la steppa centrale (odierni Mongolia e Kazakistan).

### Prima del Khaganato
"Turco" significa pressappoco "forte" ed era la descrizione che dava di sé il piccolo clan o tribù Ashina. In seguito fu applicata al Khaganato göktürk e poi dagli storici musulmani a tutti i parlanti delle lingue turche. L'equivalente cinese, Tujue, si applicava a volte a molti popoli settentrionali e non significava sempre "turco" in senso stretto. I Cinesi riportano che nel 439 un uomo di nome Ashina condusse 500 famiglie ad ovest da Gansu a Gaochang vicino a Turfan. Nel 460 circa i Rouran si trasferirono ad est verso gli Altaj che erano un'importante fonte di oggetti di metallo per Siberia e Mongolia. David Christian dice che la prima menzione datata di "turco" appare negli annali cinesi nel 542 quando fecero incursioni annuali in Cina attraverso il Fiume Giallo che era congelato e consentiva il passaggio. Nel 545 il futuro Bumin Qaghan stava negoziando direttamente con i Wei occidentali (535-57) senza riguardo per i suoi grandi feudatari rouran. In seguito i Turchi furono mandati ad est per sopprimere una ribellione da parte Kao-ch'e, ma i Turchi li assorbirono nel proprio esercito. Bumin chiese una sposa reale ai Rouran che però rifiutarono e lo disprezzarono definendolo uno "schiavo maniscalco". Bumin prese allora una sposa tra i Wei occidentali, sconfisse il sovrano rouran a Jehol e assunse il titolo reale di khagan (552).

### Unità nominale (552-581)
L'Occidente fu dato al fratello minore di Bumin Istämi (552-75) e a suo figlio Tardush (575-603). Istämi espanse l'impero fino al Caspio e all'Amu Darya. I Göktürk ottennero in qualche modo il controllo del Bacino del Tarim e quindi del commercio sulla Via della Seta e dei mercanti sogdiani che lo gestivano. Bumin morì nell'anno della sua ribellione (552) e fu seguito da tre dei suoi figli. Issik Qaghan (552-53) regnò brevemente. Muqan Khagan (553-72) stroncò i Rouran rimanenti, che resistettero fino al 555, spinse i Kitani ad est e controllò i Kirghisi dello Enisej. Fu seguito da Taspar Qaghan (572-81). I tre fratelli strapparono una grande quantità di bottino e tributi dai Wei occidentali (535-57) e dagli Zhou settentrionali (557-581), inclusi 100.000 rotoli di seta ogni anno.

### Scissione Oriente-Occidente (581-603)
Nel 581 fu fondata la dinastia Sui e cominciò a riunificare la Cina. I Cinesi cominciarono a respingere gli invasori turchi, generalmente sostenendo o corrompendo una fazione contro l'altra. Taspar morì lo stesso anno in cui la dinastia Sui fu fondata. I tre pretendenti alla successione erano i figli dei tre sovrani precedenti. Taspar scelse il figlio di Muqan Apa Qaghan, ma gli anziani rifiutarono la scelta e scelsero il figlio di Taspar Anlo (581). Anlo presto cedette al figlio di Issik Ishbara Qaghan (581-87). Anlo divenne insignificante e Apa e Ishbara risolsero la questione combattendo tra loro. Nel 584 Ishbara attaccò Apa e lo spinse ad ovest verso il fratello di Bumin Tardush, che governava quello che stava diventando il Khaganato occidentale. Apa e Tardush poi spinsero Ishbara ad est. Egli si sottomise ai Cinesi e con il loro appoggio spinse Apa ad ovest nel territorio di Tardush. Nel 587 sia Apa che Ishbara morirono. Vedi Guerra civile göktürk. Ishbara fu seguito in Occidente da suo fratello Bagha Qaghan (587-88), al quale succedette il figlio di Ishbara Tulan Qaghan (588-99). Nel 587 Tulan smise di pagare il tributo ai Sui e due anni dopo fu assassinato. Tardush si spostò dall'ovest e riunificò brevemente l'impero turco (599-603). Poiché i Cinesi sostenevano i suoi rivali, Tulan attaccò la Cina, ma i Cinesi avvelenarono i pozzi ed egli fu costretto a ritirarsi.

### Indipendenza (603-630)
Dal 603 l'Occidente e l'Oriente furono definitivamente separati. L'Oriente andò a Yami Qaghan (603-09) che si comportò come una sorta di vassallo cinese. Egli infatti ammirava la cultura cinese e si fece costruire dai Cinesi una casa civilizzata nel paese degli Ordos.
Quando il potere della dinastia Sui si affievolì, i capi separatisti cinesi accettarono di diventare vassalli di Shibi Qaghan (609-19) e adottarono titoli in stile turco, nonché le bandiere con la testa di lupo del Khaganato. Nel 615, i Cinesi attirarono il suo consigliere sogdiano in una trappola e lo uccisero. Shini smise quindi pagare tributo e assediò brevemente l'imperatore Yang della dinastia Sui nello Shanxi.
Nel 615 l'imperatore Yang assegnò a Li Yuan, che in seguito sarebbe divenuto il primo imperatore della dinastia Tang, il compito impossibile di proteggere la frontiera settentrionale della dinastia Sui. Nel 617, quando decine di migliaia di Turchi raggiunsero Taiyuan, trovarono le porte aperte e la città sospettosamente silenziosa, Temendo un'imboscata, i Turchi si ritirarono. L'inganno di Li Yuan aveva avuto successo ed egli sfruttò rapidamente il suo vantaggio offrendo ai Turchi "prigionieri di guerra, donne, giada e sete" in cambio della loro amicizia. I Turchi declinarono, chiedendo invece che Li Yuan diventasse un "Figlio del Cielo" e accettasse un titolo e una bandiera turchi.
Il fratello minore di Shibi Chuluo (619-20) governò solo per 18 mesi. Il fratello successivo, Illig Qaghan (620-30), fu l'ultimo sovrano indipendente. Guidò incursioni annuali contro la nuova dinastia Tang (618-907). Nel 626 raggiunse le porte di Chang'an. L'imperatore Taizong, che aveva appena rovesciato suo padre, scelse di pagare un enorme riscatto. Taizong attese e ingrandì la sua cavalleria.  Nel 627-29 un'eccezionale ondata di freddo causò massicce morti del bestiame e carestie. Invece di abbassare le tasse, Illig le alzò. Gli Xueyantuo, gli Uiguri, i Bayegu nonché alcuni dello stesso popolo di Illig si ribellarono e nel 629 si unirono a loro i Kitani e Taizong. Sei eserciti cinesi attaccarono in fronte lungo 1.200 chilometri e Illig fu catturato (630). Vedi Campagne dei Tang contro i Turchi orientali.

### Dopo il Primo Khaganato (630-683)
Dopo la caduta del Khaganato Zhenzhu Khan (629-45) degli Xueyantuo governò gran parte del nord. Taizong costrinse gli Ashina a vivere dentro l'Altopiano dell'Ordos. Nel 639, dopo un tentativo di assassinio da parte degli Ashina, Taizong li obbligò a vivere tra il Fiume Giallo e il Deserto del Gobi sotto Qilibi Khan (639-43) come stato cuscinetto tra la Cina e gli Xueyantuo. Nel 642 gli Xueyantuo li spinsero a sud del fiume.  (Vedi Campagne Tang contro i Turchi orientali#Conseguenze in Mongolia.) Il figlio di Zhenzhu Duomi Khan (645-46) progettò di attaccare la Cina. Taizong si alleò con gli Uiguri e disperse il clan Xueyantuo.  L'Ashina Chebi Khan (646-50) cercò di far rivivere il Khaganato ma fu catturato dai Cinesi e dagli Uiguri. Due ulteriori tentativi di Ashina Nishufu (679-80) e di Ashina Funian (680-681) fallirono. Il potere turco fu restaurato dal Secondo Khaganato turco (682-744), seguito dal Khaganato uiguro (744-840).

### Annotazioni
1. ↑  Wade-Giles: T'u-Chüeh.

### Fonti
1. ↑   Rein Taagepera, Size and Duration of Empires: Growth-Decline Curves, 600 B.C. to 600 A.D., in Social Science History, vol. 3, n. 3/4, 1979,  p. 129, DOI:10.2307/1170959. URL consultato il 16 settembre 2016.
2. ↑  Christian 1988, p. 251, citando gli "annali Sui". Le voci di Wikipedia Gaochang e Ashina sono un po' diverse.
3. 1 2   Wang Zhenping e Joshua A. Fogel (a cura di), Dancing with the Horse Riders: The Tang, the Turks, and the Uighurs. In Tang China in Multi-Polar Asia, Honolulu, University of Hawaii Press, 2017,  pp. 11-54.